# Odins Raben und die Midgardschlange

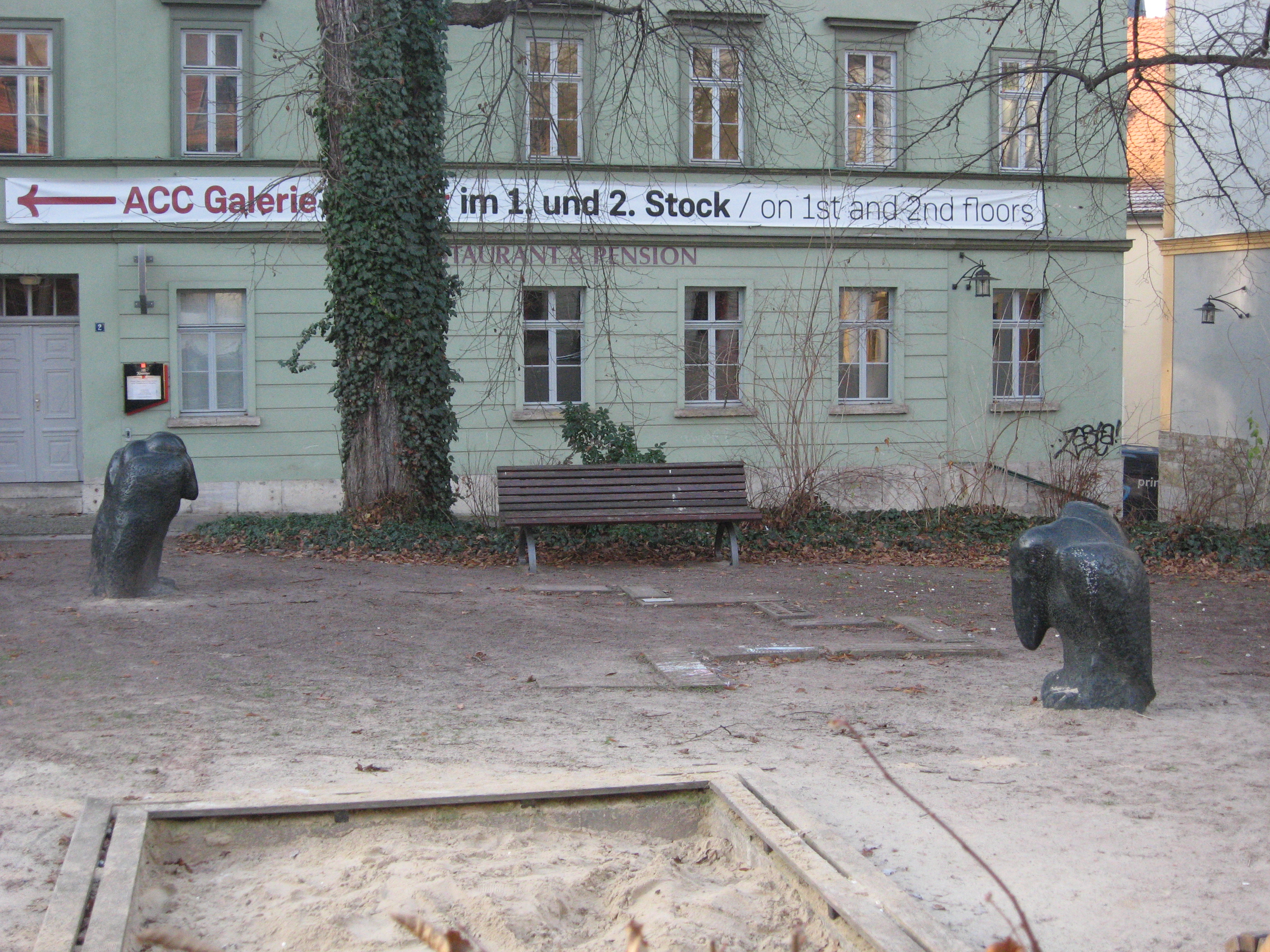
Gesamteindruck des Kunstwerks

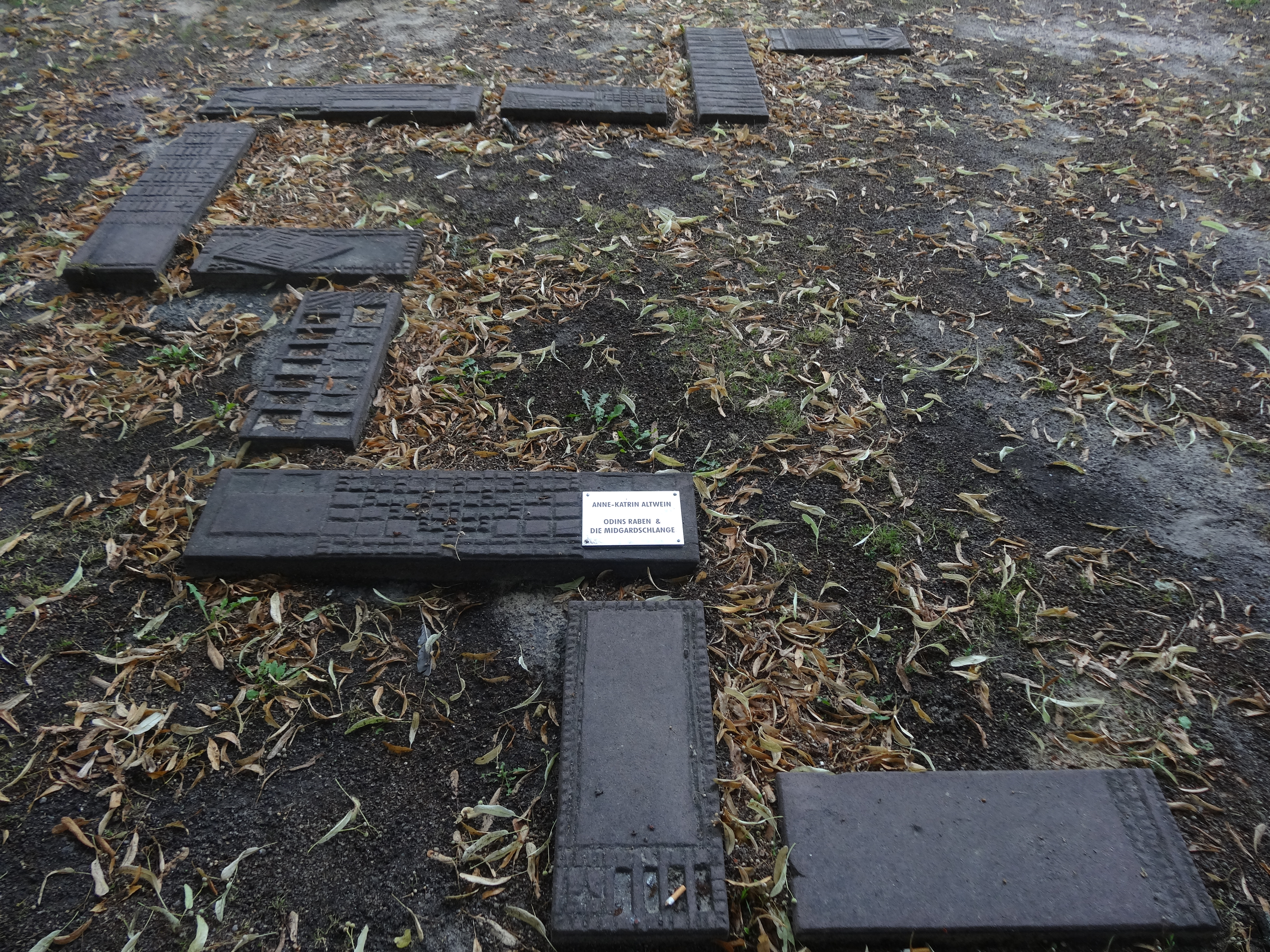
Die Midgardschlange

Die Skulpturengruppe Odins Raben und die Midgardschlange ist ein Werk der Künstlerin Anne-Katrin Altwein aus dem Jahr 1992. Sie befindet sich vor dem Weimarer Stadtschloss und dem Café ACC auf dem Burgplatz an einem Kinderspielplatz.
Das Kunstwerk besteht aus zwei Rabenfiguren und einer symbolisierten Midgardschlange aus der nordischen Mythologie, die sich am Boden zwischen ihnen windet. Odins Raben Hugin und Munin sind aus schwarzem hochpoliertem Diabas gefertigt und haben eine Höhe von 1,05 m. Die Midgardschlange wird durch acht flache, rechteckige Tafeln aus rotem Sandstein dargestellt, die schlangenförmig angeordnet sind. Die Tafeln sind mit Gravuren im Stil alter Gewandfibeln behauen. Sie vereinen Brettspiele aus allen Teilen der Welt, die auf ihnen – beispielsweise mit farbigen Bohnen – gespielt werden können.

## Varia
Odins Raben  Hugin und Munin wurden in Richard Wagners Ring des Nibelungen in die Götterdämmerung  (im 1. Aufzug, 3. Szene) eingearbeitet. Odin in der Oper von Wagner ist darin Wotan.